# Henri de Kock
Henry o Henri de Kock (París, 25 de abril de 1819 - Limeil, Oise, 14 de abril de 1892) novelista y dramaturgo francés, hijo del también dramaturgo y novelista popular Paul de Kock (1794-1871).

## Biografía
Siguió el ejemplo de su padre, gran escritor de novelas por entregas o folletines, ofreciendo novelas populares ligeramente picantes, sobre todo publicadas en forma de folletín: La Voleuse d’amour ("La ladrona de amor", 1863), L’Auberge des treize pendus (1866), Folies de jeunesse (1866), Ni fille, ni femme, ni veuve (1867), La Fille de son père (1869), Mademoiselle ma femme (1868), Les Douze travaux d’Ursule (1885) etcétera. También obras "históricas" sobre temas escabrosos, como Histoire des courtisanes célèbres, tal vez su mayor éxito y traducida a cuatro lenguas, Histoire des cocus célèbres (1871), Histoire des farceurs célèbres etcétera.

## Obras (incompleto)
- Histoire des courtisanes célèbres; 9 ediciones publicadas entre 1869 y 2008 en 4 lenguas.
- La tribu des gêneurs, 5 ediciones entre 1857 y 1876 en francés.
- Qui se dispute, s'adore, proverbe en un acte 6 ediciones entre 1850 y 1853 en francés.
- Les mémoires d'un cabotin 4 ediciones entre 1864 y 1874 en francés.
- Minette 7 ediciones publicadas entre 1852 y 1853 en francés y alemán.
- Histoire des cocus célèbres, Bunel, 1871.
- La Voleuse d’amour ("La ladrona de amor", 1863).
- L’Auberge des treize pendus (1866).
- Folies de jeunesse (1866).
- Ni fille, ni femme, ni veuve (1867).
- La Fille de son père (1869).
- Le roman d'une femme pâle (A. de Vresse, 1869)
- Les Douze travaux d’Ursule (1885).
- Histoire des cocus célèbres (1871)
- Histoire des farceurs célèbres.
- Berthe, l'amoureuse; roman entierement inédit (Paris, G. Roux et O. Cassanet, 1843)
- Brin d'Amour (Paris, A. Cadot, 1857) 7 ediciones entre 1850 y 1857 en francés.
- La reine des grisettes (Paris, G. Roux et Cassanet, 1844)
- Les petits chiens de ces dames (Paris, A. de Vresse, 1856)
- Mademoiselle ma femme (Paris: Chez G. Paetz, 1869), 8 ediciones entre 1869 y 1897 en francés.
- Souvenirs et notes intimes de Napoléon III à Wilhelmshoehe (Paris, Librairie internationale, 1871)
- Amoureux de Pierrefonds
- L'amant de Lucette
- La tigresse
- La dame aux émeraudes
- Les femmes honnêtes
- La tribu des Gêneurs.